# ماشین حساب

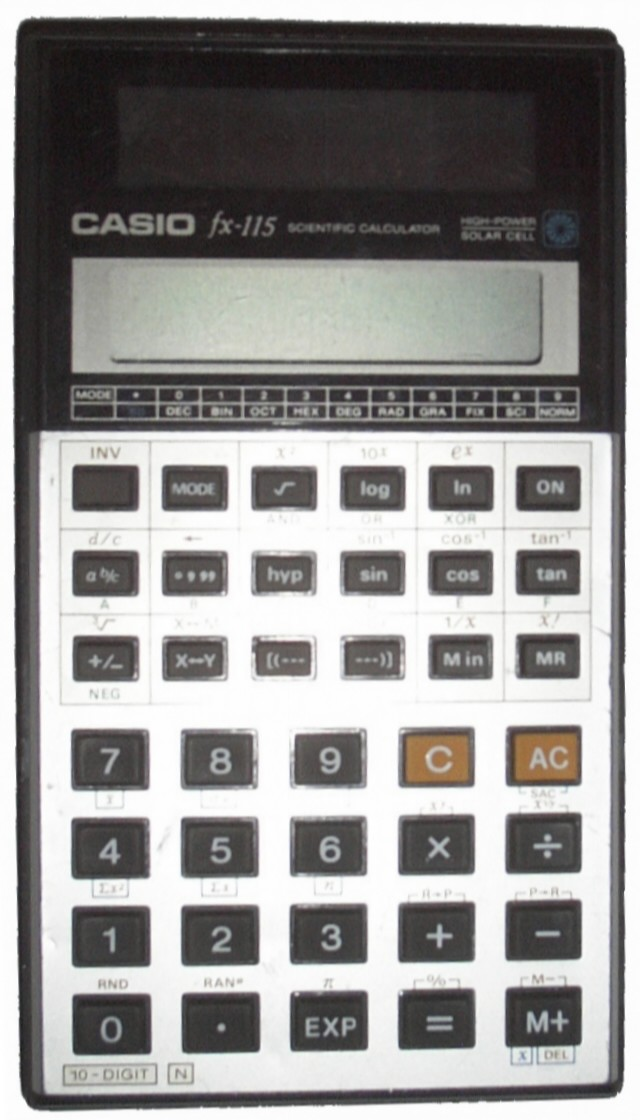
ماشین‌حساب

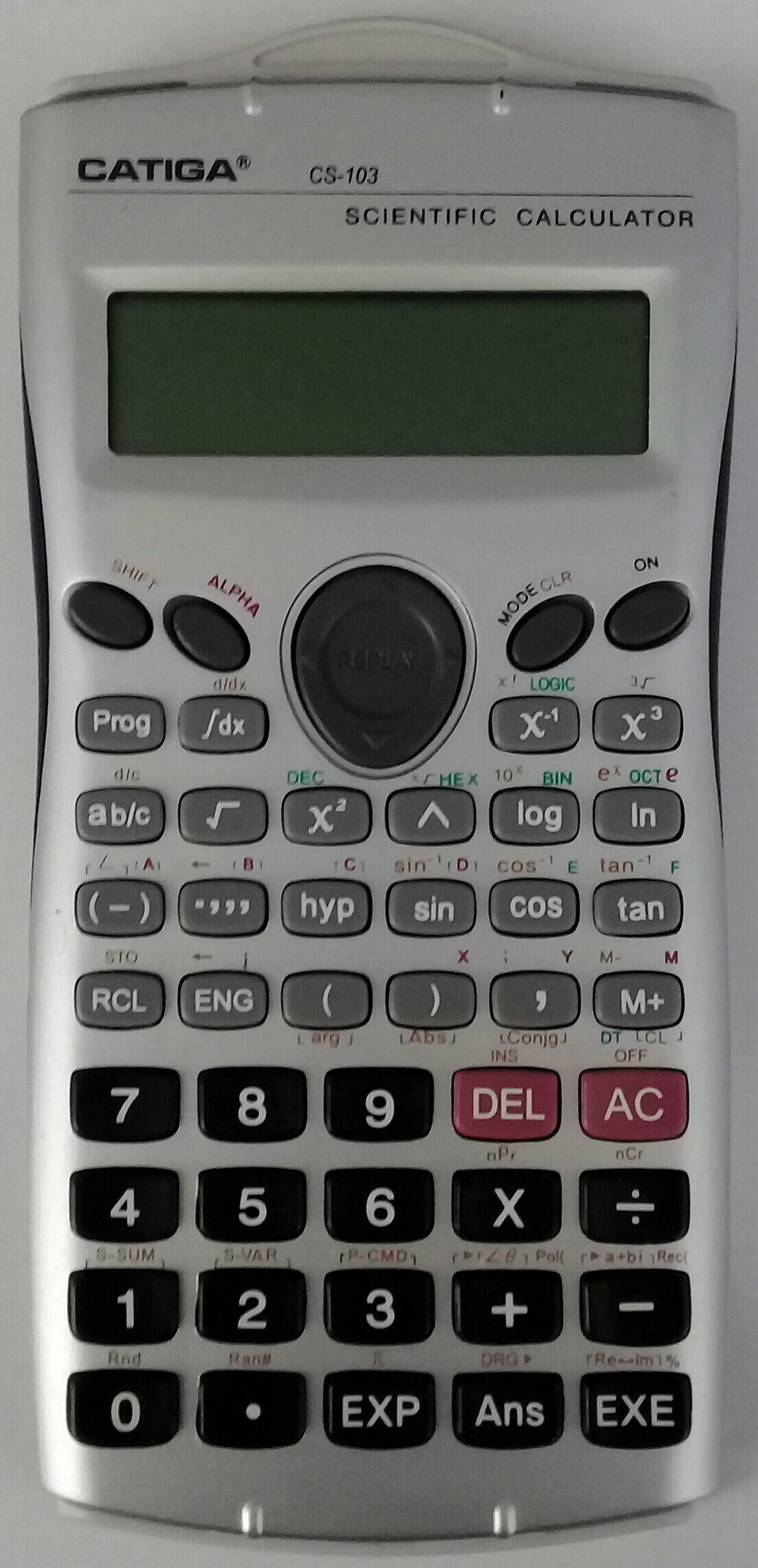
ماشین حساب مهندسی

ماشین حساب (به انگلیسی: calculator) وسیله‌ای برای انجام محاسبات عددی است. ماشین حساب‌های مختلف کاربردهای مختلفی دارند. ساده‌ترین آن‌ها تنها محاسبات جمع، تفریق، ضرب و تقسیم را انجام می‌دهند. ماشین حساب‌های پیشرفته‌تر می‌توانند انواع توابع مهم ریاضی را پیاده‌سازی کنند. ماشین حساب‌های نوین در واقع تلفیقی از ماشین حساب و رایانه هستند و امکانات گسترده‌تر و سریع‌تری همچون رسم نمودار را در اختیار کاربران قرار می‌دهند.

## تاریخچه

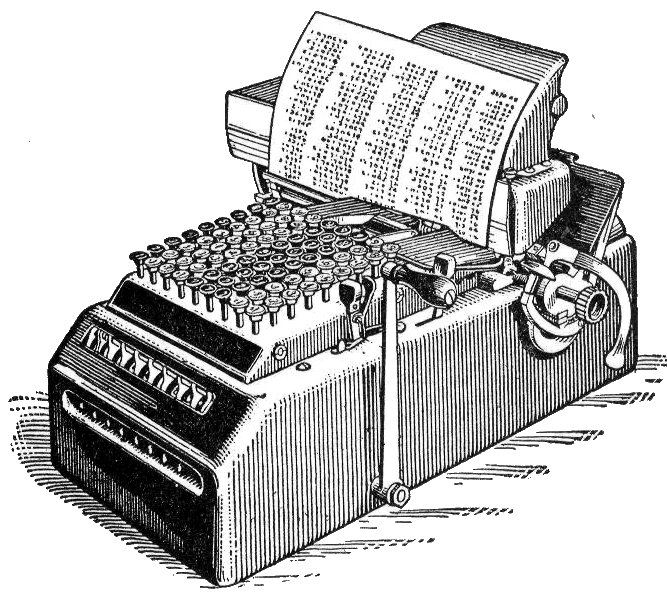
ماشین‌حساب مکانیکی مربوط به سال ۱۹۱۴

چرتکه‌های چوبی، که قرن‌ها پیش ــ و حتی امروزه ــ در بازارهای محلی کشورهایی چون چین و ایران استفاده می‌شدند، به‌عنوان نخستین ماشین‌حساب شناخته می‌شوند. البته نخستین وسیله شمارش جهان چوب‌خط است ولی از چرتکه برای اعمال حسابی در ۲۴۰۰ سال پیش از میلاد مسیح در امپراتوری بابل استفاده می‌شد. نخستین ماشین‌های آنالوگ در دوران باستان برای محاسبات نجومی استفاده می‌شدند که از آن جمله می‌توان اسطرلاب (۱۵۰–۱۰۰ سال قبل از میلاد) را نام برد. دستگاه‌های مکانیکی دیگری نیز در زمان‌های قدیم به این منظور ساخته شدند که به اندازهٔ خیلی بزرگی بودند که بعضی از مهم‌ترین آن‌ها عبارتند از: کره هامن‌نما توسط ابوریحان بیرونی (۱۰۰۰ سال بعد از میلاد)، اسطرلاب‌های ساخته ابراهیم بن یحیی الزرقالی (۱۰۱۵ میلادی)، برج ساعت نجومی توسط سو سانگ (۱۰۹۰ میلادی) و یک ساعت نجومی توسط بدیع‌الزمان جزری (۱۲۰۶ میلادی) که آن را نخستین کامپیوتر آنالوگ قابل برنامه‌ریزی می‌دانند. در سال ۱۶۱۷ جان نپیر، ریاضی‌دان اسکاتلندی، وسیله‌ای ساده به‌نام استخوان‌های نپیر ساخت که از آن برای ضرب و تقسیم اعداد استفاده می‌شد؛ این نام به این دلیل به دستگاه او داده شد که برای ساخت مهره‌ها از استخوان یا عاج استفاده کرده بود. در سال ۱۶۲۲ شخصی به‌نام ویلیام اوترد نخستین خط‌کش محاسبه (Slide Rule) را که ۷ سال بعد توسط شاگردش هویدا شد اختراع کرد. ویلهلم شیکارد در سال ۱۶۲۳ دستگاهی به‌نام «ساعت محاسباتی» ساخت که می‌توان آن را نخستین ماشین‌حساب مکانیکی نامید. بیست سال بعد نیز پاسکال وسیله خود به‌نام «پاسکالین» برای محاسبه مالیات در فرانسه و همچنین لایبنیتز که فیلسوفی آلمانی بود نیز یک ماشین محاسبه ساخت. پیشرفت‌های مهم بعدی در قرن نوزدهم انجام شد.
در سال ۱۸۲۲ چارلز بابیج که فیلسوف و ریاضی‌دانی انگلیسی بود ماشین تفاضلی خود را ارائه داد. این ماشین قادر بود ۷ عدد مختلف تا ۳۱ رقم اعشار را نگه داشته و روی آن‌ها محاسبه انجام دهد. او دو طرح بسیار پیشرفته‌تر هم برای توسعه این دستگاه و ساخت یک کامپیوتر قابل برنامه‌ریزی به‌نام موتور تجزیه و تحلیل ارائه کرد که البته در زمان او هیچ‌کدام به‌طور کامل تکمیل نشد ولی بعدها جرج شوتز با تکمیل طراحی‌های او ماشینی به اندازه یک پیانو برای ایجاد جدول‌های لگاریتم ساخت. در.ای. فلت آمریکایی دستگاه «کامپتومتر» را در ۱۸۸۴ اختراع کرد که نخستین نمونه موفق ماشین‌حساب کلیددار محسوب می‌شود. ماشین‌حسابی به‌نام «میلیونر» نیز که اجازه عمل ضرب مستقیم در هر عددی را می‌داد، در اواخر این قرن به بازار عرضه شد.
نیمه اول قرن بیستم شاهد توسعه تدریجی ماشین‌حساب‌های مکانیکی بود. ماشین ۱۰ کلیده دالتون که در ۱۹۰۲ ارائه شد و بعدها توسط شرکت‌های بسیار زیادی تولید شد یکی از نخستین نمونه‌های این قرن است. از ابتدای این قرن تا دهه ۱۹۶۰ ماشین‌حساب‌های مکانیکی بر بازار دستگاه‌های محاسباتی رومیزی تسلط پیدا کرده بودند. این دستگاه‌ها توسط موتور کار می‌کردند، از بخش‌های متحرک تشکیل شده بودند و نتایج توسط صفحه‌های شماره گر نشان داده می‌شدند. در ضمن صفحه‌کلیدهای آن‌ها کامل و هر رقم دارای ستون مختص به خود از اعداد ۱ تا ۹ بود و یک دکمه پاک‌کننده هم داشتند. اعمال جمع و تفریق به‌صورت مستقیم و ضرب و تقسیم توسط جمع و تفریق‌های متعدد انجام می‌شدند.
فرایدن و مارچنت ماشین‌حساب‌هایی با دکمه جذر یا ریشه دوم ساختند که مدل SKA نام داشت. در اواسط این قرن ماشین‌حساب بسیار کوچک «کورتا» که در دست جا می‌شد توسط کورت هرتزستارک در یک اردوگاه نازی‌ها ساخته شد که پیشرفتی بسیار مهم در مکانیسم ماشین‌حساب‌ها محسوب می‌شد. دستگاه‌هایی مشابه آن تا دهه ۱۹۷۰ و جایگزینی ماشین‌های الکترونیکی همچنان مورد استفاده بودند. اولیوتی نیز نخستین شرکتی بود که ماشین‌هایی با چاپگر به بازار عرضه کرد. نخستین کامپیوترهای بزرگ که از لوله‌های خلاء و سپس از ترانزیستور استفاده می‌کردند در اواخر دهه ۱۹۴۰ و دهه ۱۹۵۰ ساخته شدند. این فناوری‌ها آغازگر مسیر پیشرفت ماشین‌حساب‌های الکترونیک بود. شرکت IBM نخستین ماشین‌حساب تمام-ترانزیستوری را در سال ۱۹۵۴ و سه سال بعد نخستین نمونه تجاری آن را به نام IBM ۶۰۸ معرفی کرد که بسیار بزرگ بود و در حدود ۸۰ هزار دلار قیمت داشت. اما شرکت ژاپنی کاسیو در همان سال نخستین نمونه جمع‌وجور الکترونیکی جهان را ساخت.
در دهه ۱۹۶۰ مدل‌های بسیار زیادی توسط شرکت‌های مختلف به بازار عرضه شد که از جمله آن‌ها می‌توان به کامپتومتر شرکت بل، MKVII و MKVIII، ماشین‌حساب شرکت شارپ با ۲۵ کیلوگرم وزن و ۲۵۰۰ دلار قیمت، دستگاه‌های شرکت‌های ماتاترونیکس، کانون، سونی، توشیبا، مدل پروگراما ۱۰۱ شرکت اولیوتی که می‌توانست کارت‌های مغناطیسی را بخواند، ماشین‌حساب قابل برنامه‌ریزی مونرو اپیک که شبیه به کامپیوتر بود و بسیاری نمونه‌های دیگر اشاره کرد. نخستین نمونه‌ای که در دست جا می‌گرفت هم در سال ۱۹۶۷ توسط شرکت تگزاس اینسترومنتز به بازار آمد. از آن به بعد تلاش شرکت‌ها روی کوچک‌تر و کارآمدتر کردن ماشین‌حساب‌ها متمرکز شد که نتیجه آن نخستین نمونه جیبی و واقعاً الکترونیک به نام «هَندی» در سال ۱۹۷۱ بود که از یک نمایشگر ال‌ئی‌دی هم بهره می‌گرفت. سال بعد شرکت هیولت پاکارد نخستین ماشین‌حساب جیبی دارای عمل‌گرهای علمی (HP-35)که می‌توانست جای خط‌کش محاسباتی را بگیرد، اختراع کرد و یک سال بعد نیز نخستین دستگاه‌های ارزان‌قیمت به‌نام «سینکلر کمبریج» با ۳۰ دلار قیمت معرفی شد. مدل HP-۶۵ نیز نخستین ماشین‌حساب جیبی قابل برنامه‌ریزی با قابلیت بیش از ۱۰۰ دستورالعمل بود. در آن سال‌ها پیشرفت‌های زیادی در زمینه صفحه‌های نمایش، صفحه‌های خورشیدی، مدارهای مجتمع و غیره صورت گرفت. قدم مهم دیگر ساخت ماشین‌حساب FX-7000G شرکت کاسیو به‌عنوان نخستین نمونه گرافیکی در سال ۱۹۸۵ بود که باعث شد در دههٔ ۱۹۹۰ و اواخر قرن بیستم دیگر مرز میان کامپیوترهای جیبی و ماشین‌حساب‌های گرافیکی چندان مشخص نباشد.
از برندهای فعال و با کیفیت در زمینه ماشین حساب می‌توان به کاسیو، شارپ و سیتی زن اشاره نمود.

## انواع ماشین حساب
در حال حاضر نوع‌های مختلفی از ماشین حساب در بازار موجود است. ماشین حساب مهندسی، ماشین حساب مالی و ماشین حساب حسابداری از انواع پر طرفدار ماشین حساب می‌باشند. همان‌طور که از نام‌های ماشین حسابهای مهندسی و مالی بر می‌آید در آنها به ترتیب دکمه‌هایی برای محاسبات فرمول‌های مهندسی (مثل دکمه محاسبه سینوس) و فرمول‌های ریاضیات مالی (مثل دکمه محاسبه نرخ بازده داخلی) استفاده شده‌است. ماشین حساب حسابداری بر خلاف دو نوع قبل، ظاهر ساده‌تری دارد و تمرکز این نوع از ماشین حساب به جای فرمول‌های محاسباتی بر عمل جمع و تفریق است.